# フリエタ・ラスカノ
フリエタ・ラスカノ（Julieta Lazcano、女性、1989年7月25日 - ）は、アルゼンチンの女子バレーボール選手。ポジションはミドルブロッカー。アルゼンチン代表。

## 来歴
2004年、 Club Gral. Paz Juniorsに入団し、プロとしてのキャリアをスタートさせる。2005年、アルゼンチン代表に初選出される。2007年、イタリアセリエAのスカボリーニ・ペーザロに移籍し、2シーズン活躍した。
2014年にイタリアで開催された世界選手権に出場した。2015年のワールドカップではレギュラーとしてチームを牽引した。2016年、リオ五輪に出場した。

## 球歴
- オリンピック - 2016年
- 世界選手権 - 2014年
- ワールドカップ - 2015年
- ワールドグランプリ - 2014年、2015年

## 所属クラブ
- Club Gral. Paz Juniors（2004-2005年）
- Municipalidad de Córdoba（2005-2006年）
- Freyre Córdoba（2006-2007年）
- スカボリーニ・ペーザロ（2007-2009年）
- Club de Gimnasia y Esgrima La Plata（2009-2011年）
- Vandœuvre Nancy Volley-Ball（2011-2013年）
- Istres Ouest Provence Volley-Ball（2013-2016年）
- Saint-Cloud Paris Stade français（2016-2017年）
- Association sportive Saint-Raphaël Volley-Ball（2017-2018年）
- Curitiba Vôlei（2018-2019年）
- E.Leclerc Radomka Radom（2019-2020年）
- Fluminense FC（2020-2021年）
- Stade Français Paris St Cloud（2021-2022年）
- Gresik Petrokimia（2022-2023年）